# Katarina Tarr
Katarina Ann Tarr (* 10. April 1987 in Whitefish, Montana) ist eine ehemalige US-amerikanische Fußballspielerin.

## Werdegang
Katarina Tarr, Spitzname „Kat“, spielte in verschiedenen Ligen, der WPSL, der W-League und der WPS (Women’s Professional Soccer), für verschiedene Vereine. 2005 spielte sie bei den Missouri Tigers College-Soccer an der University of Missouri. 2006 spielte sie bei River Cities Futbol Club, einem Verein aus der Women’s Premier Soccer League (WPSL) aus Edwardsville (Illinois). 2008 spielte sie ein Jahr für den WPS League Verein Chicago Red Stars. Im Jahr darauf wechselte sie für ein Jahr zum WPS League Verein Buffalo Flash.
Als sie im Januar 2010 erneut wechselte, ging sie nach Deutschland in die Bundesliga zu Tennis Borussia Berlin, wo sie in der Rückrunde der Saison 2009/10 ihr Debüt in der Bundesliga gab und auf zehn Einsätze für Berlin kam. Im Juli 2010 unterschrieb sie beim Bundesligisten SG Essen-Schönebeck einen Vertrag, der im Sommer 2013 endete. Im September des Jahres 2011 hatte sie sich in einem Testspiel eine schwere Verletzung, Bänderriss und Kapselverletzungen am rechten Knöchel, zugezogen und musste mehrere Wochen pausieren.
Zum Saisonbeginn 2014 unterschrieb sie einen Vertrag beim NWSL-Teilnehmer Portland Thorns FC, musste aber nach einer Saison den Leistungsfußball aufgrund einer alten Knieverletzung aufgeben.

## Privat/Beruf
Katarina „Kat“ Tarr ist mit Fabian Wöpke verheiratet, einem ehemaligen Torwart von Tennis Borussia Berlin, und lebt mit ihrer Familie im US-Bundesstaat Washington, wo sie als Immobilienmaklerin tätig ist.